# Només es viu una vegada
Només es viu una vegada (anglès: You Only Live Once) és una pel·lícula estatunidenca de 1937 dirigida per Fritz Lang i protagonitzada per Henry Fonda i Sylvia Sidney. El film narra la història d'Eddie Taylor, un home alliberat de la presó que, tot i intentar començar una nova vida amb una feina honesta i una relació amb Joan, una noia que treballa com a ajudant del fiscal, es veu injustament acusat d'un crim i condemnat a mort. Aquesta obra és una crítica ferotge a la societat i al sistema judicial, abordant els temes de la intolerància i la injustícia envers els qui tenen un passat delictiu. Amb una fotografia expressiva de Leon Shamroy, el film destaca per la seva atmosfera fosca i pessimista, característica de l'estil de Lang, qui va utilitzar la pel·lícula per reflexionar sobre els abusos de poder i les falles de la justícia. La pel·lícula va ser emesa per primera vegada a TV3 el 17 de gener de 1986.